# Simon Strübin
Simon Strübin, né le 21 mars 1979 à Zurich, est un curleur suisse. 

## Palmarès

### Jeux olympiques
| Édition    | Turin 2006 | Vancouver 2010 |
| Classement | 5e         | Bronze         |

### Championnats du monde
| Édition    | Winnipeg 2003 | Lowell 2006 | Edmonton 2007 | Moncton 2009 |
| Classement | Argent        | 5e          | 4e            | 4e           |